# Antonio Beni
Antonio Luigi Giovanni Beni (San Giacomo di Musestrelle, 19 gennaio 1866 – Dosson, 30 dicembre 1941) è stato un pittore, architetto, decoratore e restauratore italiano.

## Biografia

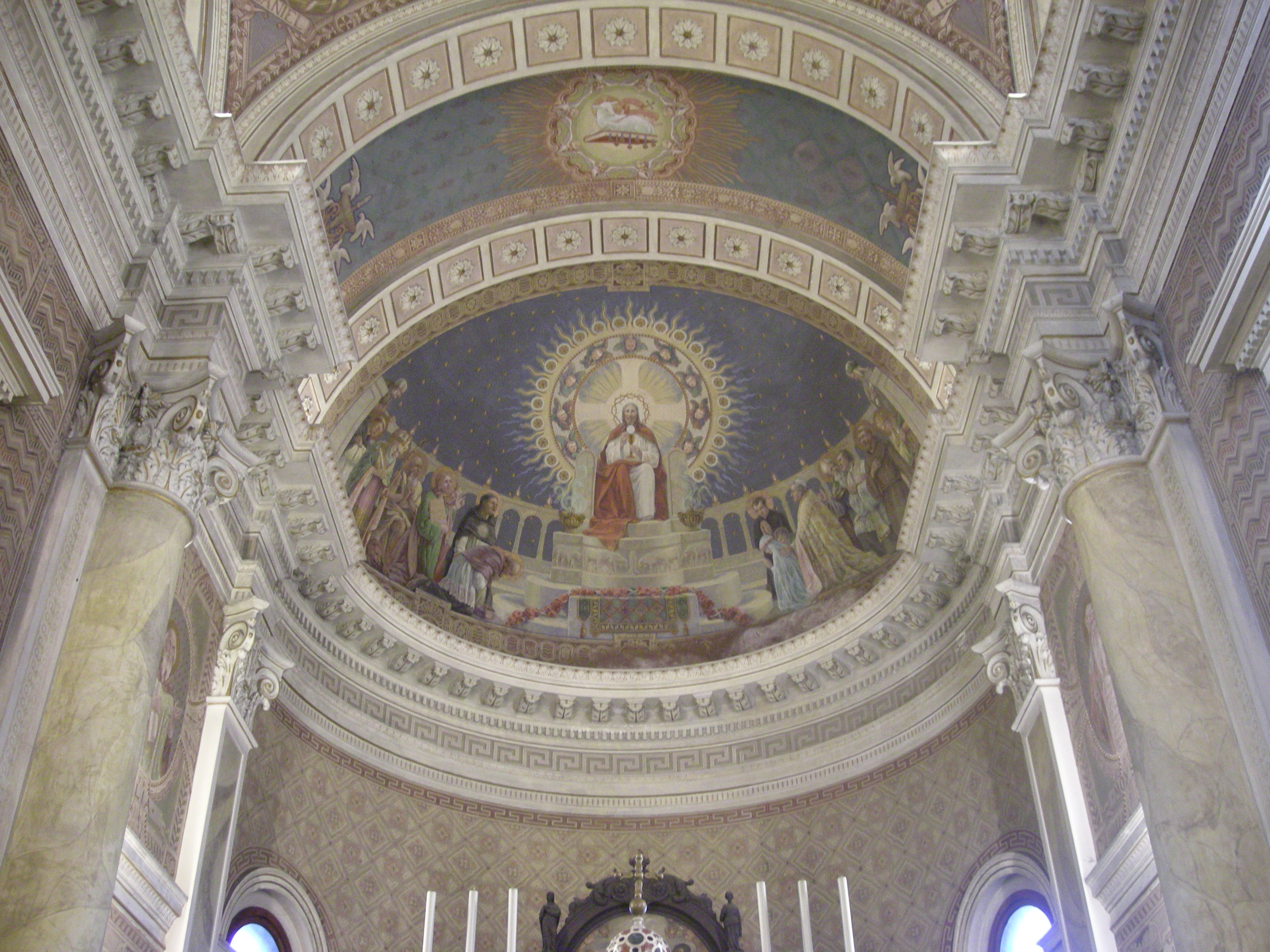
Affreschi dell'abside nella chiesa parrocchiale di Cappella di Scorzè.

Studiò, anche grazie all'interessamento dello zio paterno, abate Domenico, a Venezia, quindi a Vienna e Monaco, dove ottenne titoli onorifici e accademici. Fu apprezzato, tra gli altri, dai suoi docenti Pompeo Marino Molmenti, e Luigi Nono. Fu l'ingegnere Pietro Saccardo, conosciuto a Venezia mentre era architetto presso la Basilica di San Marco, che lo avviò all'arte sacra, dapprima come decoratore, quindi come architetto e pittore.
La sua opera prima in qualità di architetto fu, nel 1909, la chiesa parrocchiale di Cappella di Scorzè, in stile rinascimentale, che, successivamente, ebbe cura anche di decorare con una serie di decorazioni ad affresco in stile liberty.
Nel 1914 dipinse, nel catino absidale della Cattedrale di Treviso, l'affresco Immacolata tra Adamo ed Eva. Ebbe importanza fondamentale nell'opera di ricostruzione degli edifici sacri distrutti dagli eventi bellici della Grande Guerra.
Diresse la Scuola di Disegno di Motta di Livenza e con Mons. Angelo Marchesan, Davide Monterumici e l'ing. Vincenzo Gregory fu fondatore e presidente della Commissione d'Arte Sacra della Diocesi di Treviso.
Morì a Dosson di Casier il 30 dicembre 1941. È sepolto a Scorzè.

## Opere principali

### Arte sacra

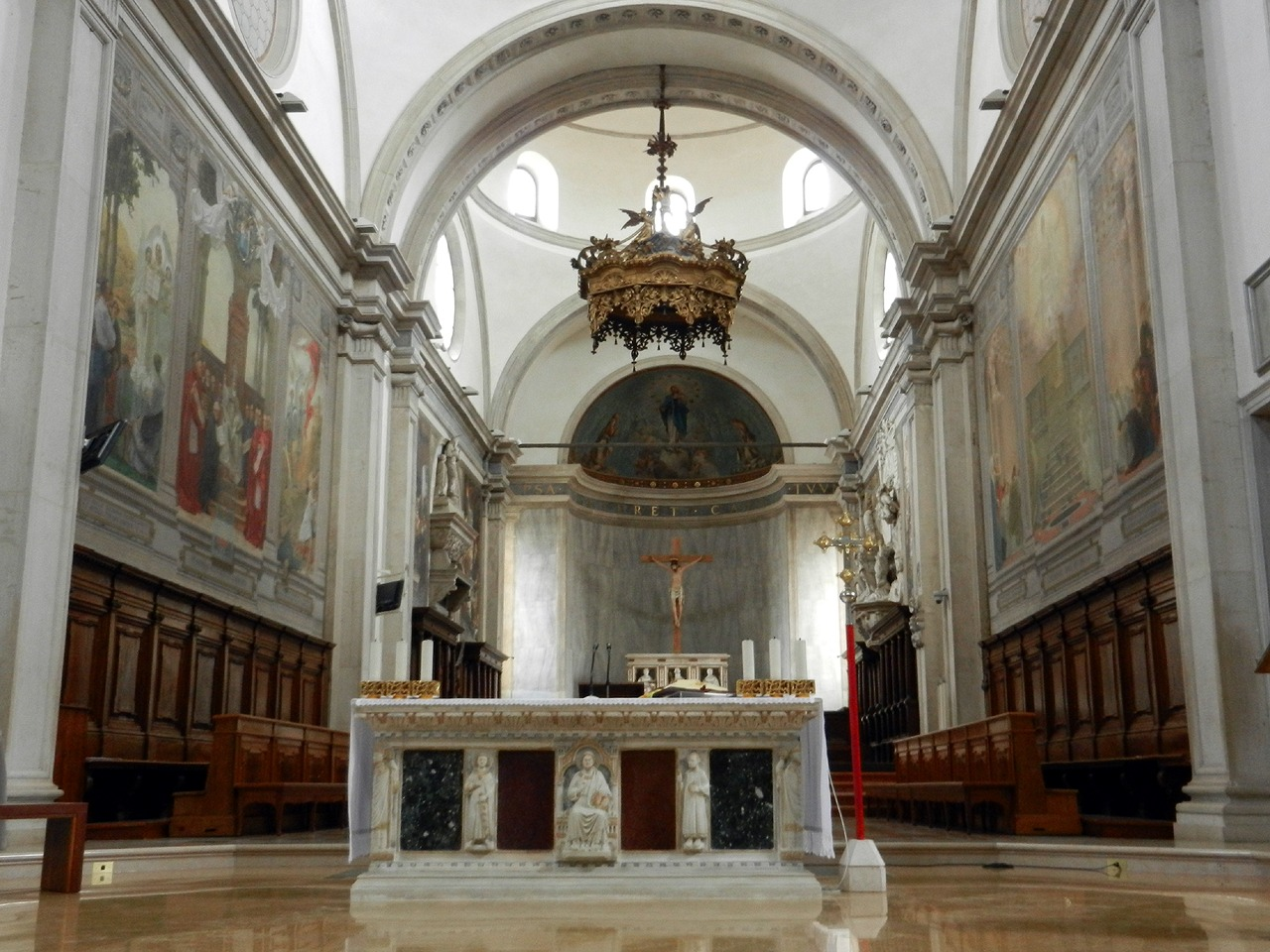
Abside della Cattedrale di Treviso; nel catino, l'affresco del Beni.

- Pittore. Decorazioni e pale d'altare nelle chiese di: (in ordine cronologico)
  - Pero (TV)
  - Paese (TV)
  - Scorzè (VE)
  - Maerne (VE)
  - San Biagio di Callalta (TV)
  - Rovarè (TV)
  - Carbonera (TV)
  - Breda di Piave (TV)
  - Povegliano (TV)
  - Vascon (TV)
  - Monigo (TV)
  - Cappella (VE)
  - Ponzano Veneto (TV)
  - Torreselle (PD)
  - Breda di Piave (TV)
  - Gardigiano (VE)
  - Loreggia (PD)
  - Martellago (VE)
  - Silea (TV)
  - Fiumicello (PD)
  - Treviso
  - Levada (PD)
  - Dosson di Casier (TV)
  - Cendon di Silea (TV)
  - Volpago (TV)
  - Ramon di Loria (VI)
  - San Siro di Bagnoli di Sopra (PD)
  - Saletto di Piave (TV)
  - Arre (PD)
  - Quinto di Treviso (TV)

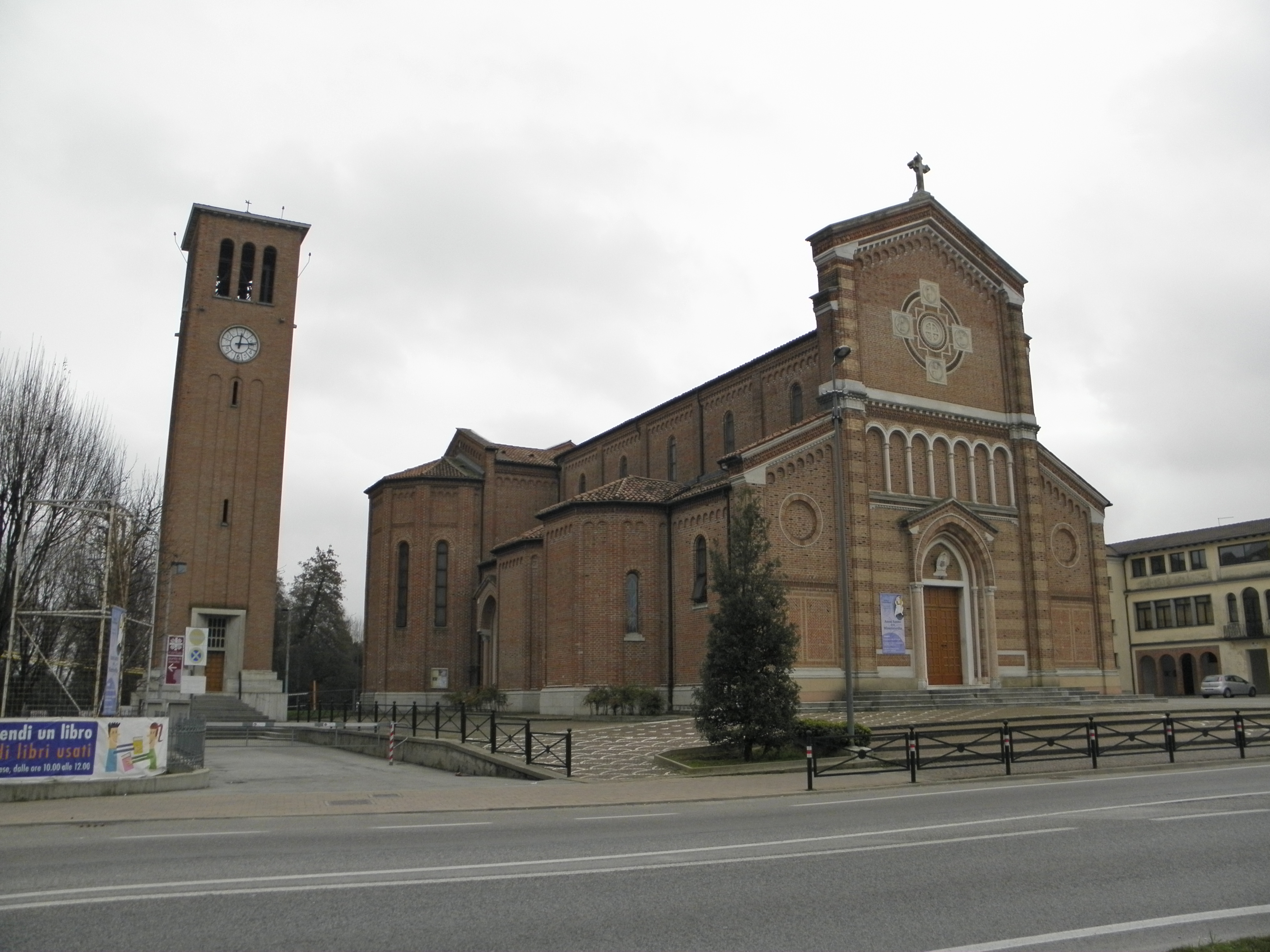
Esterno della chiesa arcipretale di Quinto di Treviso.

- Architetto. Progetto delle chiese di: (in ordine cronologico)
  - Cappella (Scorzè) (VE)
  - Fagarè della Battaglia (TV)
  - Saletto di Piave (TV)
  - Ca' Rainati (TV)
  - Quinto di Treviso (TV)
  - Fossalta (PD)
  - Loreggiola (PD)
  - Lughignano (TV)
  - Camposampiero (PD)
- Diversi anche i lavori di ampliamento e i progetti per arredi liturgici.

### Arte profana
- Tra le principali opere pittoriche profane si ricordano:
  - Nevicata (Berlino, Pinacoteca)
  - Burrasca (Vienna, Galleria d'arte)
  - Ore grigie (Bari)
  - Tramonto (Venezia)
  - Tempo triste (San Francisco, California, casa Newman)
- Altri suoi quadri sono conservati in Australia, Canada e Russia.
- Diversi anche i ritratti, i paesaggi e le vedute di Venezia e della campagna veneta conservati soprattutto da privati.
- Notevole il suo impegno nella progettazione di monumenti ai caduti della prima Guerra mondiale e nella progettazione di edifici pubblici.

## Critiche
Le opere del Beni, sia pittoriche che architettoniche, furono all'epoca oggetto di critica, soprattutto per il fatto che l'autore non si preoccupò mai di ricercare uno stile nuovo e personale, bensì si può dire che si sia inserito nel solco dell'arte accademica italiana dell'epoca, che privilegiava la ripresa di stilemi del glorioso passato artistico nazionale, contribuendo alla ricerca, in verità diffusa in tutta l'Europa della seconda metà del XIX secolo, di una Architettura eclettica, che in Italia, sotto la guida di notevoli architetti, quali Gaetano Koch, Giuseppe Sacconi, Pio Piacentini, Manfredo Manfredi, Guglielmo Calderini e molti altri, prese il nome di Architettura Umbertina. Così, nell'opera del Beni, dal Neorinascimentale si passa al Neogotico, al Neoromanico e così via. Questa sua varietà stilistica e mancanza di originalità, riscontrabili anche in pittura, gli valsero per lungo tempo l'oblio e l'esclusione rispetto ai grandi circuiti dell'arte.